# Medical Car

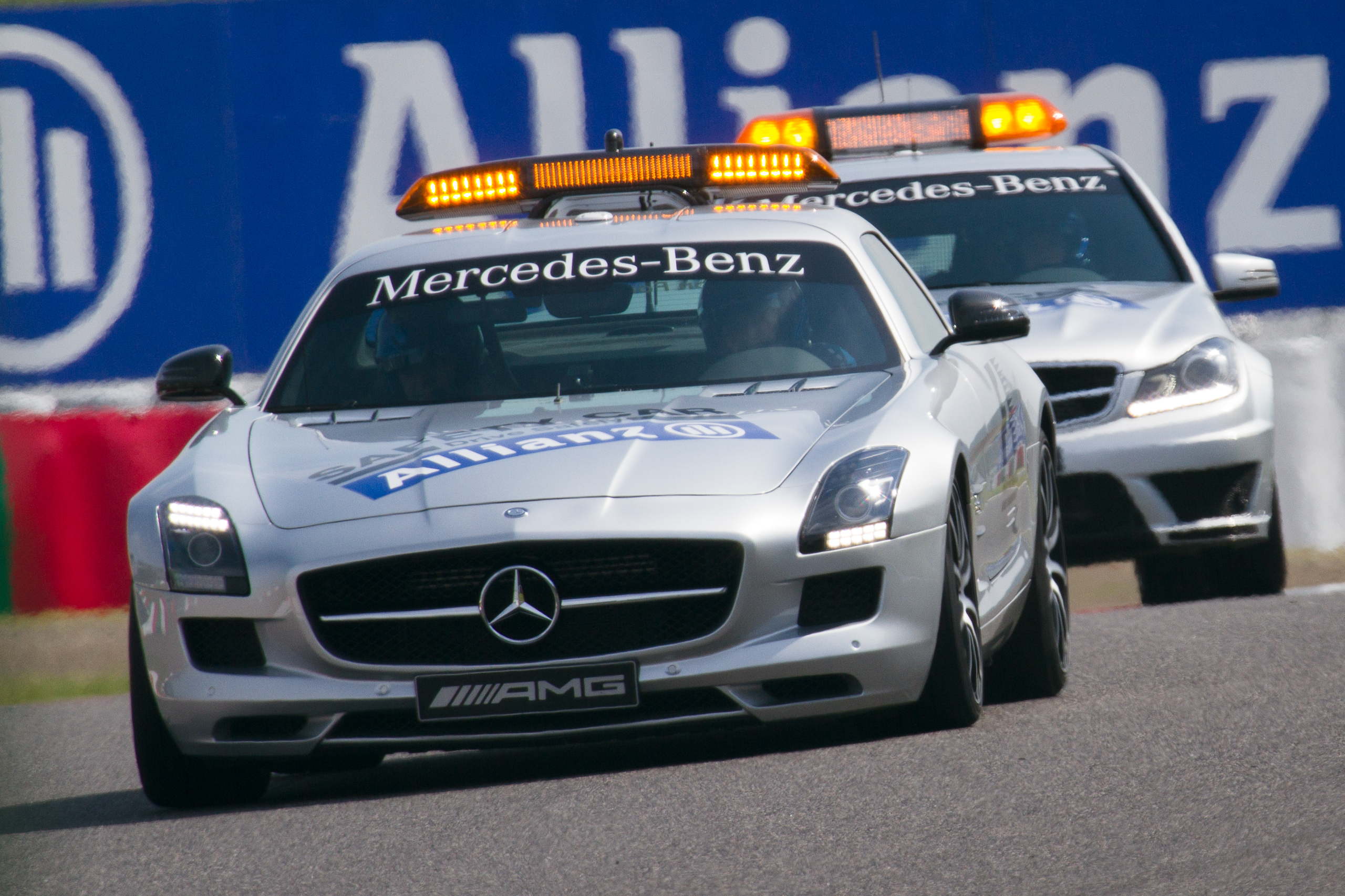
Medical Car usado no GP do Japão de 2012

Medical Car, ou Carro Médico, é o veículo utilizado em corridas de automobilismo em casos de emergências. Considerado "a ambulância mais rápida do mundo", é ele quem acompanha os bólidos na largada (ficando ao final do grid) e depois fica em prontidão no pit lane. No caso de um acidente, os médicos são capazes de chegar ao local o mais rápido possível.

## Medical Cars na Formula 1
O Medical Car foi introduzido na Formula 1 em 1984, quando Domingos Piedade, jornalista português e ex-vice-presidente da AMG-Mercedes, trouxe uma inovação para as pistas. Ele introduziu no GP de Portugal, pela primeira vez na Fórmula 1, o medical car, que serviu para a prestação de serviços médicos de maneira mais rápida que uma ambulância. “Estreamos em Portugal o que, na época, chamamos de medical car, foi a primeira vez que houve um carro dedicado a assistência médica. Fomos logo em seguida ao [Grande Prémio do] Brasil e a partir daí faz parte da Fórmula 1 até hoje”, afirma, orgulhoso.
O carro é equipado com barra de luzes na capota, sinalizadores nos faróis e lanternas e, no porta-malas, equipamentos de emergência como desfribilador. Há também sistema de rádio e dois tablets com conexão WLAN.
Assim como o Safety Car, a garagem do Medical Car normalmente fica no início da pit lane (em alguns autódromos, no final), onde mecânicos da Mercedes-Benz ficam de prontidão para atende-lo quando necessário.
De 1999 a 2000, o Medical Car foi conduzido pelo piloto brasileiro Alex Ribeiro.
De 2000 a 2008, este posto foi ocupado pelo piloto francês Jacques Tropenat. Por problemas médicos, Tropenat teve que se afastar desta função, ainda com o campeonato de 2008 rolando. Assim, nas 4 últimas provas do campeonato de 2008, este posto foi ocupado por Alexander Wurz (Grande Prêmio de Singapura) e por Sébastien Buemi (Grande Prêmio do Japão, Grande Prêmio da China e Grande Prêmio do Brasil).
A partir de 2009, com a saída de Jacques Tropenat, o sul-africano Alan van der Merwe é quem dirige, até os dias atuais, o Medical Car.
Além do piloto, o veículo é ocupado por três médicos, um deles o inglês Ian Roberts, coordenador-médico de resgate da FIA (Federação Internacional do Automóvel).

### Modelos de Carros
Em 1999, a Mercedes-Benz assinou contrato de para suprir a demanda de Medical Car de forma exclusiva.
Todos os Modelos Usados na F-1 desde 1996
| Ano  | Modelo                                                         |
| ---- | -------------------------------------------------------------- |
| 1996 | Mercedes-Benz C 36 AMG (W 202)                                 |
| 1997 | Mercedes-Benz C 36 AMG (W 202); Mercedes-Benz E 60 AMG (W 210) |
| 1998 | Mercedes-Benz C 55 AMG Estate (S 202)                          |
| 2001 | Mercedes-Benz C 32 AMG Estate (S 203)                          |
| 2004 | Mercedes-Benz C 55 AMG Estate (S 203)                          |
| 2008 | Mercedes-Benz C 63 AMG Estate (S 204)                          |

Em 2011, os Medical Cars foram patrocinados pela primeira vez. A Allianz foi a responsavel pelo patrocinio, que segue até os dias atuais.

## Curiosidades
- No GP de Mônaco em 2000, o piloto brasileiro Alex Ribeiro bateu o medical car na curva Tabac, e o médico Sid Watkins, que estava de passageiro, saiu com três costelas quebradas.[11]